# Larynx

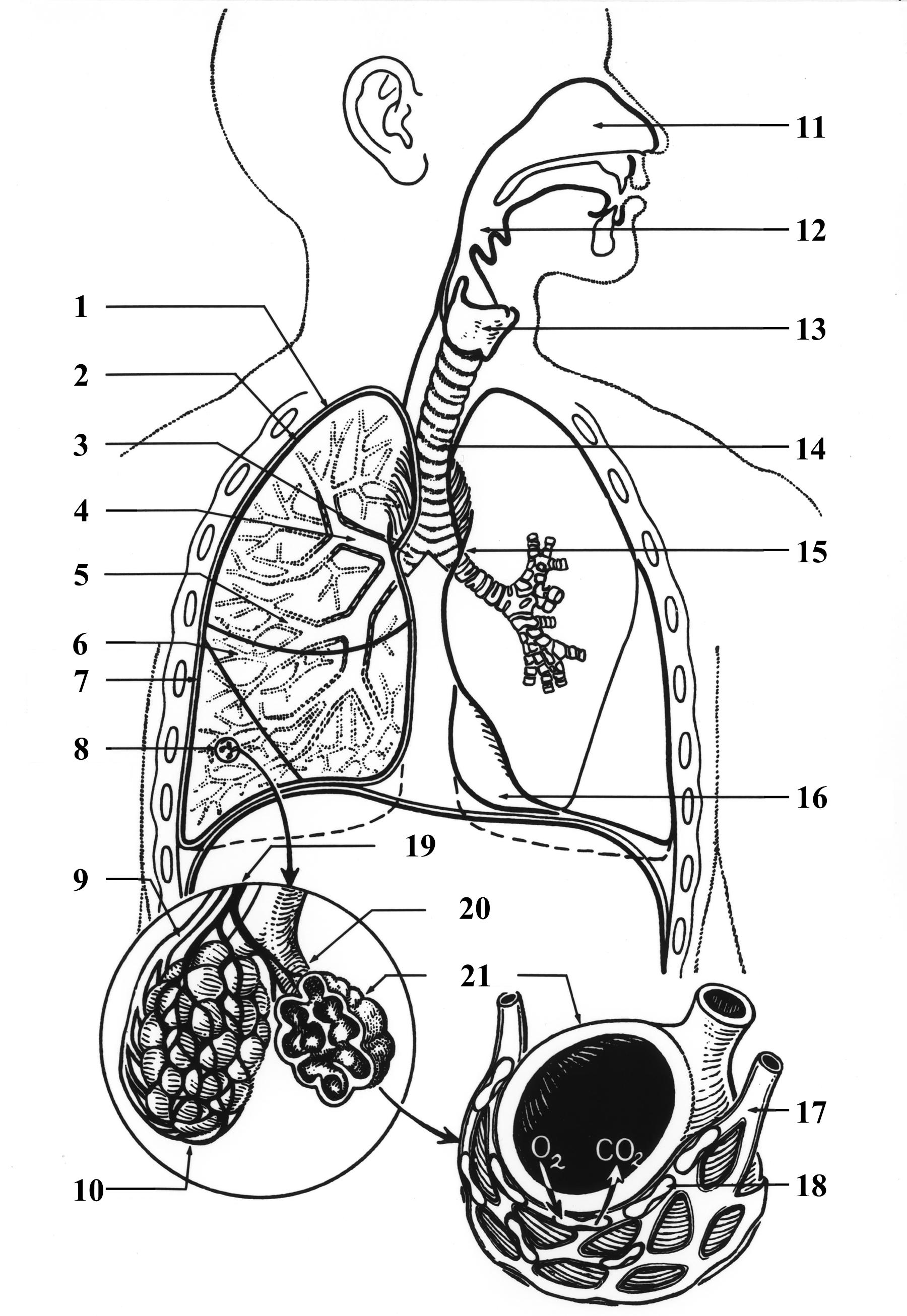
Système respiratoire : 1 Plèvre pariétale - 2 Plèvre viscérale - 3 Bronche primaire - 4 Bronches secondaires - 5 Bronches tertiaires - 6 Bronchiole - 7 Espace pleural - 8 Bronchiole terminale - 9 Veine pulmonaire - 10 Sac alvéolaire - 11 Cavité nasale - 12 Pharynx - 13 Cartilage Thyroide - 14 Trachée - 15 Hile - 16 Surface médiastinale - 17 Capillaire - 18 Globule rouge - 19 Artère pulmonaire - 20 Conduit alvéolaire - 21 Alvéole

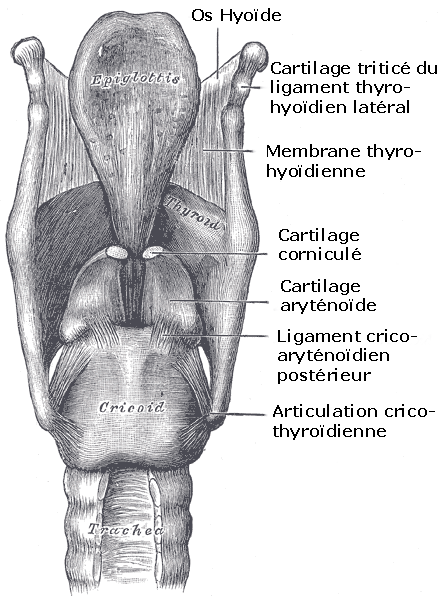
Vue postérieure

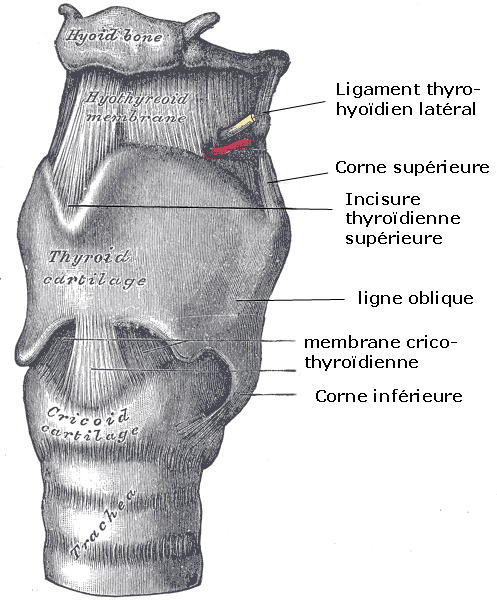
Vue antérieure

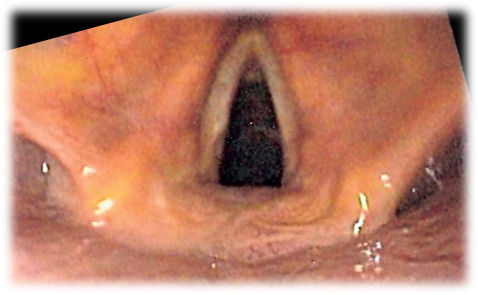
Endoscopie du larynx

Le larynx (du grec larunx, gosier) est un organe cartilagineux complexe de l'appareil respiratoire situé au niveau de la gorge. Il est situé antérieurement au carrefour aéro-digestif que constitue le pharynx. Il est ainsi l'intermédiaire entre le pharynx et la trachée et abrite les cordes vocales. Il fait partie des voies aériennes. Selon les sources il est rattaché aux voies aérodigestives supérieures ou aux voies inférieures.

## Fonctions physiologiques
Le larynx est un organe qui assure trois fonctions principales :
- une fonction respiratoire, faisant partie intégrante des voies respiratoires (intervention dans l'ouverture glottique et le bâillement) ;
- un rôle dans la déglutition : ascension laryngée antérosupérieure et fermeture glottique qui protège les voies aériennes inférieures ;
- un rôle phonatoire : l'air expiré est à l'origine des variations toniques des muscles laryngés et des vibrations des cordes vocales. Le larynx est parfois appelé « boîte vocale », en référence à cet organe de production de sons.

## Anatomie

### Charpente laryngée
Le larynx est un conduit rigide constitué de 9 cartilages connectés par des membranes et des ligaments. Il est soutenu par :
- le cartilage thyroïde, qui forme le relief de la « pomme d'Adam », dans sa partie antérieure ;
- le cartilage cricoïde, qui a une forme de bague, et qui est situé dans la partie inférieure du larynx, au-dessus du premier anneau trachéal ;
- le cartilage épiglottique, en forme de cuillère, en position centrale et supérieure ;
- les cartilages aryténoïdes, articulés à la face supérieure du cartilage cricoïde, mobiles et donnant attache aux cordes vocales ;
- les cartilages corniculés sur l'apex des cartilages aryténoides ;
- les cartilages cunéiformes placés dans le pli ary-épiglottique.

Cette charpente laryngée est recouverte à l'avant des membranes fibreuses crico-thyroïdienne et thyro-hyoïdienne. On trouve l'os hyoïde au-dessus du larynx, relié à ce dernier par la membrane thyro-hyoïdienne. Cet os ne fait cependant pas partie du larynx. 
Plusieurs ligaments relient les éléments squelettiques du larynx : 
- le ligament vocal (corde vocale) est tendu entre le cartilage aryténoïde et l'intérieur du cartilage thyroïde ;
- le ligament vestibulaire relie également ces deux cartilages, mais en position supérieure au ligament vocal, c'est la fausse corde vocale ;
- le ligament aryténo-épiglottique relie les cartilages du même nom et constitue la circonférence supérieure du conduit laryngé ;
- les ligaments hyo-épiglottique et thyro-épiglottique stabilisent le cartilage épiglottique dans ses mouvements.

### Musculature laryngée
La musculature laryngée a comme fonction de mettre en mouvement le larynx ou de modifier sa lumière (ouverture) pour jouer sur la production des sons. Elle est composée de muscles striés squelettiques sous contrôle moteur volontaire, qui sont entre autres :
- les muscles crico-thyroïdiens, qui, en se contractant, font basculer le cartilage thyroïde vers l'avant, ayant pour effet de tendre les cordes vocales ;
- les muscles thyro-aryténoïdiens dont l'action est de détendre les cordes vocales ;
- les muscles crico-aryténoïdiens latéraux, constricteurs des cordes ;
- les muscles crico-aryténoïdiens postérieurs, dilatateurs des cordes ;
- le muscle aryténoïdien transverse, constricteur ;
- les muscles aryténoïdiens obliques, eux-aussi constricteurs.

Les cinq dernières catégories de muscles ont des points de fixation en commun : les cartilages aryténoïdes, situés derrière le cartilage thyroïde, et auxquels sont attachées les cordes vocales. Leurs mouvements de translation et de rotation permettent de moduler l'ouverture et l'accolement de ces cordes.
On peut noter que le muscle crico-aryténoïdien postérieur est le seul capable d'effectuer l'abduction des cordes vocales, ainsi, s'il est incapacité des deux côtés, on pourra observer des troubles respiratoires.

## Innervation
Le larynx est innervé par des branches du nerf vague (ou pneumogastrique, Xe paire de nerf crânien). Les racines nerveuses empruntent aussi la racine supérieure du nerf accessoire (XIe paire de nerf crânien) à sa naissance dans la boîte crânienne.
Le nerf laryngé supérieur est un nerf mixte, essentiellement sensitif, sa seule innervation motrice étant pour le muscle crico-thyroïdien.
Le nerf laryngé récurrent est un nerf moteur qui innerve tous les muscles du larynx, à l'exception du muscle crico-thyroïdien qui est innervé par le nerf laryngé supérieur.

## Maladies
- Cancer du larynx
- Laryngite
- Virus d'Epstein-Barr